# Giambattista Pittoni
Giovanni Battista Pittoni (6. června 1687 Benátky – 6. listopadu 1767 Benátky) byl malíř, jeden z hlavních představitelů benátského rokoka, kterému se již za života dostalo uznání jak v Benátsku, tak i v oblastech Střední Evropy. Podílel se na založení Accademia di Belle Arti di Venezia, stal se i jejím prezidentem, a působil též jako vyučující profesor.

## Životopisná data a umělecká tvorba
Giovanni Battista (či Giambattista) Pittoni byl nejstarší z pěti sourozenců, kteří se narodili v rodině kloboučníka Giovanni Marii Pittoniho a jeho manželky Laury Manzoniové. O jeho dospívání nejsou k dispozici věrohodné údaje. Ví se však, že 10. února 1709 Pittoni uzavřel manželství s Pasquou Milanese, se kterou měl dvě děti, syna Giovanni Mariu (1710–1714) a dceru Lauru (1712–?). Své malířské začátky uskutečnil v dílně svého strýce Francesca Pittoniho (1654 ? – po 1728), který po barokní orientaci svých děl později maloval ve stylu tenebrismu, temnosvitu, který byl typický pro Giuseppe Mariu Crespiho (1665–1747) nebo Giovanni Battistu Piazzettu (1682–1754). Ve strýcově dílně skončil jako učedník pravděpodobně v roce 1713. Jejich spolupráce však pokračovala i v dalších letech, čehož dokladem je obraz Samson a Dalila (dnes sbírka Querini, Pordenone, Itálie), signovaný oběma malíři. Po roce 1713 začal svou samostatnou malířskou kariéru, kterou urychlil umělcův vstup do cechu benátských malířů (1716). Ve stejné době se stal členem Collegio dei Pittori a v roce 1729 i jeho převorem. Pittoni v té době málo cestoval mimo Benátky, ale předpokládá se, že v roce 1720 mohl cestovat se skupinou benátských malířů do Francie. Mezi nimi byl i jeho strýc Francesco Pittoni a dále Giovanni Antonio Pellegrini (1675–1741), Rosalba Carriera (1675–1757) nebo Sebastiano Ricci (1659–1734). Následně se jeho malířský styl významně změnil. Přibylo v něm nejen jemných barevných odstínů, ale i vyobrazených postav. V tomto období, které trvalo do roku 1726, vzniklo několik oltářních obrazů, mezi kterými vyniká obraz s mytologickým námětem Diana a Acteón (Palazzo Chiericati, Vicenza, Itálie) nebo Umučení sv. Tomáše (kostel San Stae, Benátky). V sakristii benátského kostele San Stae je vystaven ještě jeden Pittoniho obraz, pocházející z roku 1722, s názvem Císař Trajan přikazuje sv. Eustachovi obětovat modlám.

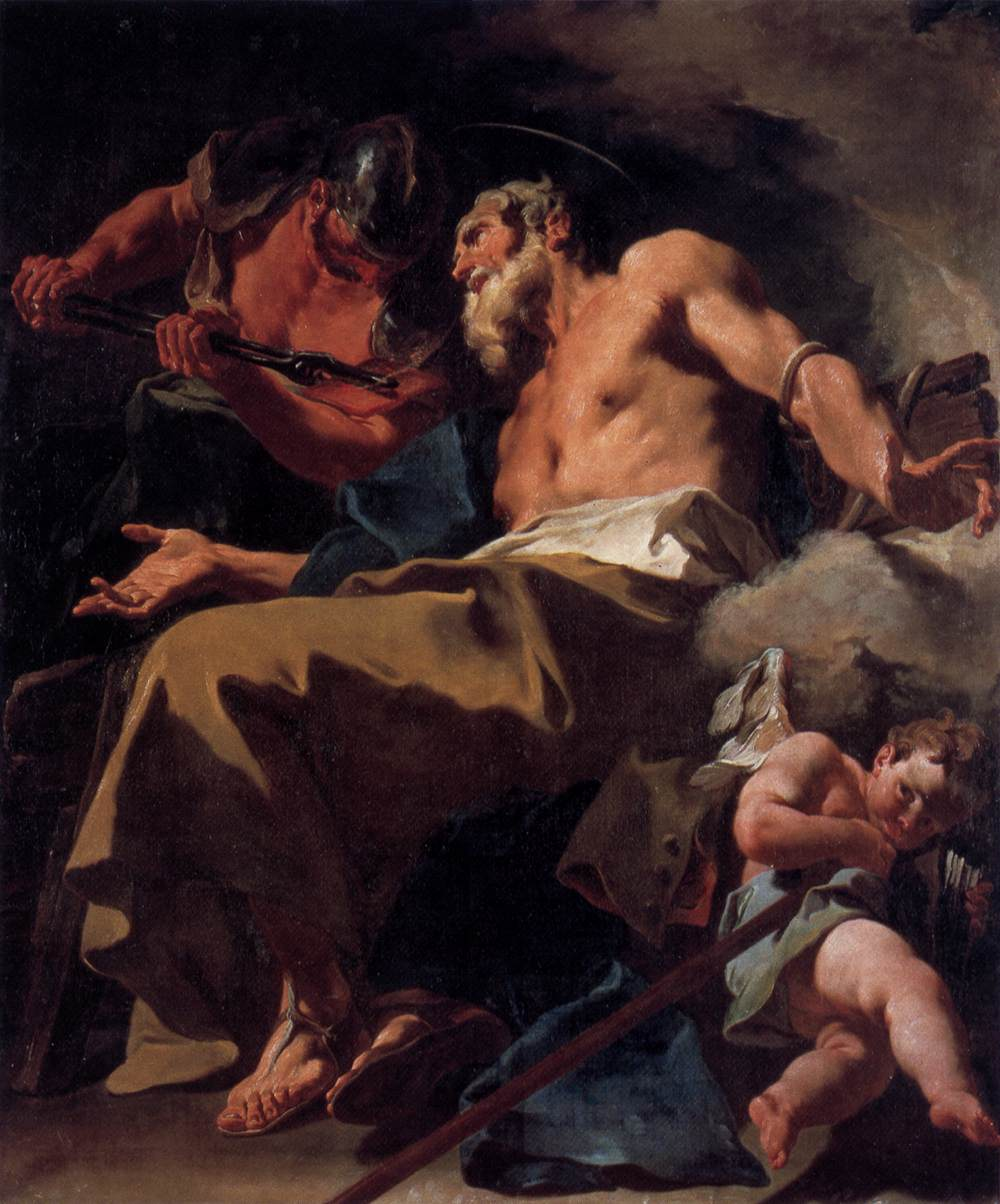
Umučení sv. Tomáše (1722, kostel San Stae, Bemátky)

Mezi roky 1722 a 1730 Pittoni spolupracoval s několika dalšími významnými malíři z Boloně a Benátek, např. s Canalettem, Sebastiano a Marco Ricciovými či s Giovanni Antonio Pellegrinim, na sérii 24 pláten, která jsou alegorickou připomínkou anglických politických, vojenských a intelektuálních osobností tehdejší „nedávné doby“. Pittoni se na několika obrazech uplatnil především jako portrétista. Objednávku těchto obrazů mu zadal irský impresário a dramatik Owen McSwiny (1670–1754), který doufal, že obrazy výhodně prodá anglické šlechtě. Později zaměstnal i několik významných pařížských rytců, aby obrazy převedli do grafických listů. Tato skupina obrazů a rytin je známa pod názvem Tombeaux des Princes.

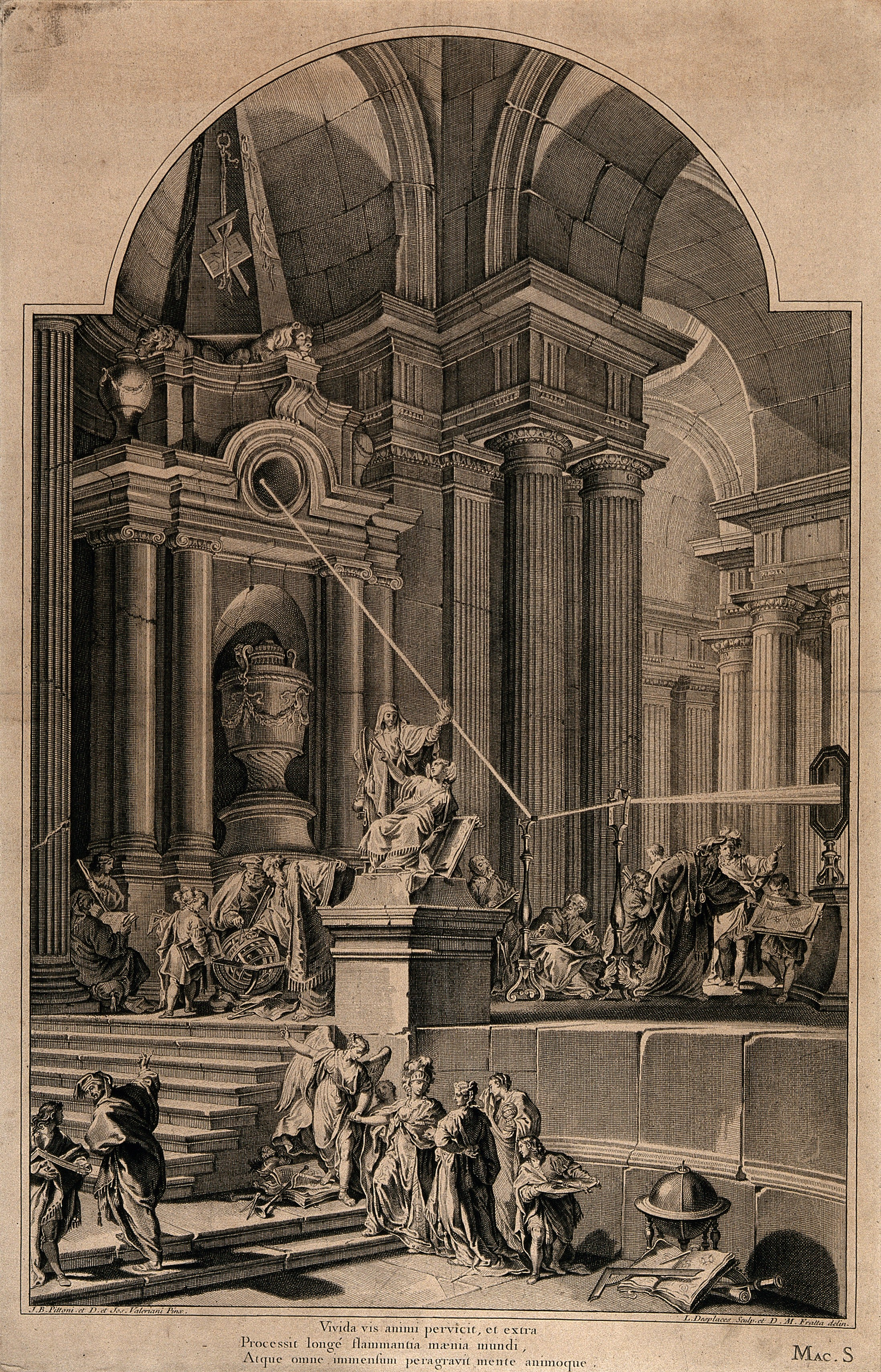
Alegorický monument Isaaca Newtona a jeho teorií (podle Pittoniho obrazu z roku 1727/9 vyryl L. Desplaces; Fitzwilliam Museum, Cambridge, V. Británie)

Ve 30. letech 18. století Pittoni stále častěji používal techniky šerosvitu a jemných barevných kontrastů. Přestože necestoval, vyřizoval řadu objednávek od představitelů evropských panovnických dvorů. K nejvýznamnějším patřil August II. Silný, který zakoupil pět obrazů pro kostel Panny Marie v Krakově, Clemens August Bavorský, který pro zámek Bad Mergentheim zakoupil obraz Sv. Alžběta Duryňská rozděluje almužnu chudým (1734) nebo Wilhelmina Amalie z Brunswick-Lüneburgu, která objednala dva obrazy známé jako Oslava sv. Jana Nepomuckého a Výchova Panny Marie. Oba obrazy byly určeny pro zámeckou kapli ve vídeňském Schönbrunnu. V roce 1739 zhotovil i obraz Umučení sv. Štěpána určený pro augustiniánský kostel Nanebevzetí Panny Marie v Diessenu. Z dochovaných obrazů je také zřejmé, že ve 30. letech se malíř opakovaně vracel k tématu Obětování Polyxeny. Varianty tohoto obrazu, jehož jedna verze existuje i v pražské Národní galerii, lze rozdělit do čtyř skupinových kompozic: 1. šířková kompozice; 2. kompozice pražského obrazu, pocházejícího z thunovských sbírek, se kterou je téměř totožná verze ve Waltersově muzeu umění v Baltimore (Maryland, USA); 3. zrcadlově obrácený typ obrazu k obrazu v NG v Praze a 4. obdobná kompozice s Achillovou hrobkou vlevo.Jednu z variant vytvořil také jeho tehdejší žák Antonín Kern (nyní v Obětování Polyxeny“ (Severočeská galerie výtvarného umění v Litoměřicích).

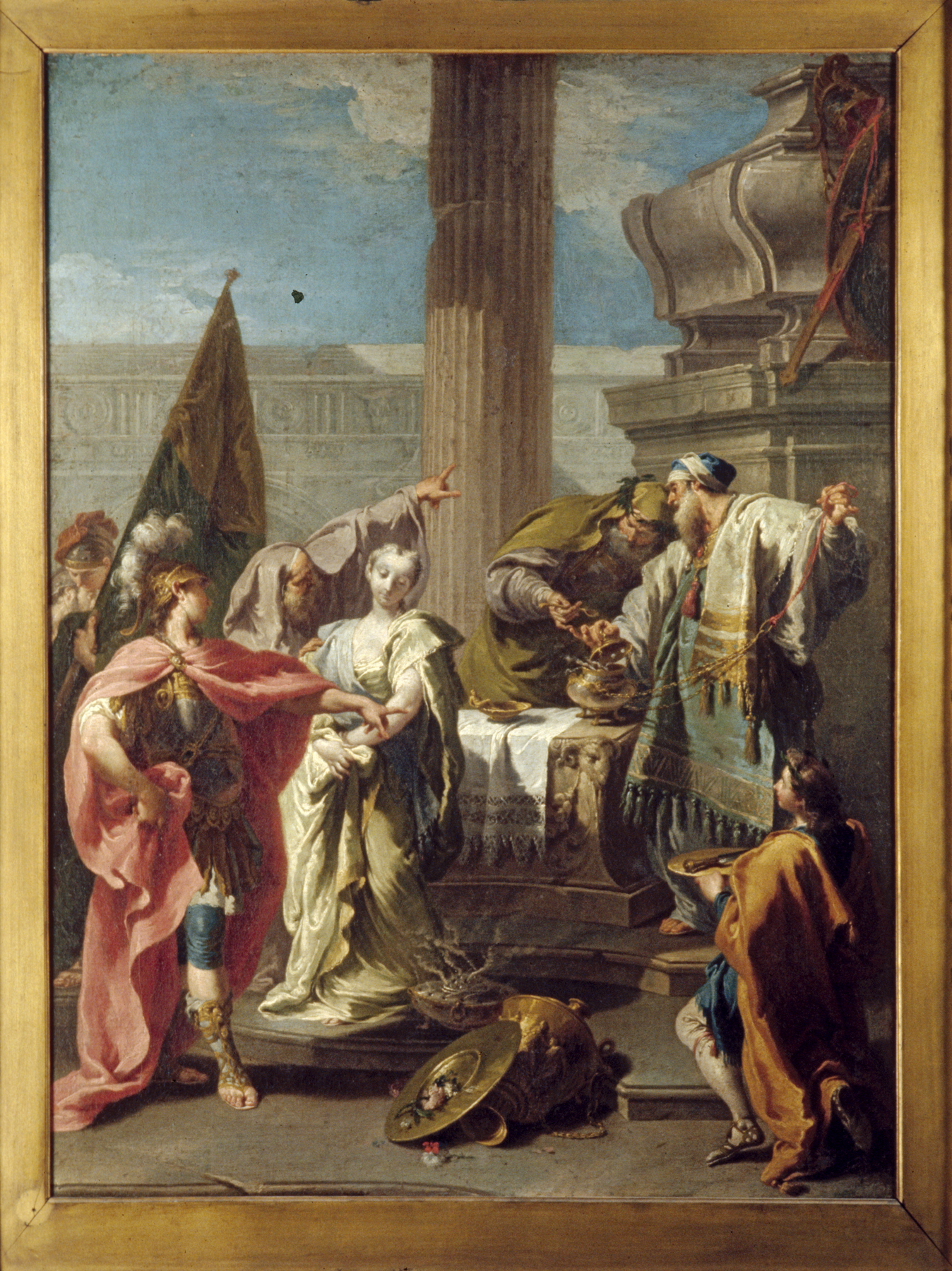
Obětování Polyxeny u Achilovy hrobky (kolem 1735; Waltersovo muzeum umění, Baltimore, Maryland, USA)

V roce 1735 Pittoni namaloval Alexandrův triumf v Babylonu pro královský palác Granja di San Ildefonso v Madridu. V letech 1733 až 1738 vyhotovil devět obrazů s různými náměty pro maršála Johanna Matthiase von Schulenburg, pro které pracoval i jako restaurátor a poradce při jeho nákupech uměleckých děl. V roce 1740 vznikla jedna z mála dochovaných Pittoniho portrétních prací známá jako Portrét kardinála Bartolomea Roverella. Na přelomu 30. a 40. let 18. století vznikla i řada sakrálních obrazů určených pro kostely v Benátkách a v Benátkami ovládané Brescii. Pro toto město Pittoni namaloval nádhernou Extázi sv. Andrey z Avellina (1742) určenou pro kostel San Gaetano a pro kostel San Orsolo obraz s vyobrazením Mučednictví sv. Orsola (1747). Ještě v létě 1743 ho Francesco Algarotti přizval do skupiny benátských malířů, kteří měli namalovat skupinu obrazů pro Drážďanskou galerii Augusta III. Polského. Pittoni pro saského kurfiřta a polského krále namaloval obraz Crassus plení Jeruzalémský chrám, jehož malbu dokončil ještě před 24. únorem 1744. Modelová podoba obrazu, vyznačující se jemnou preciózní malbou a výraznou hrou světla a stínů, se nachází v benátské Galleria dell´Accademia.

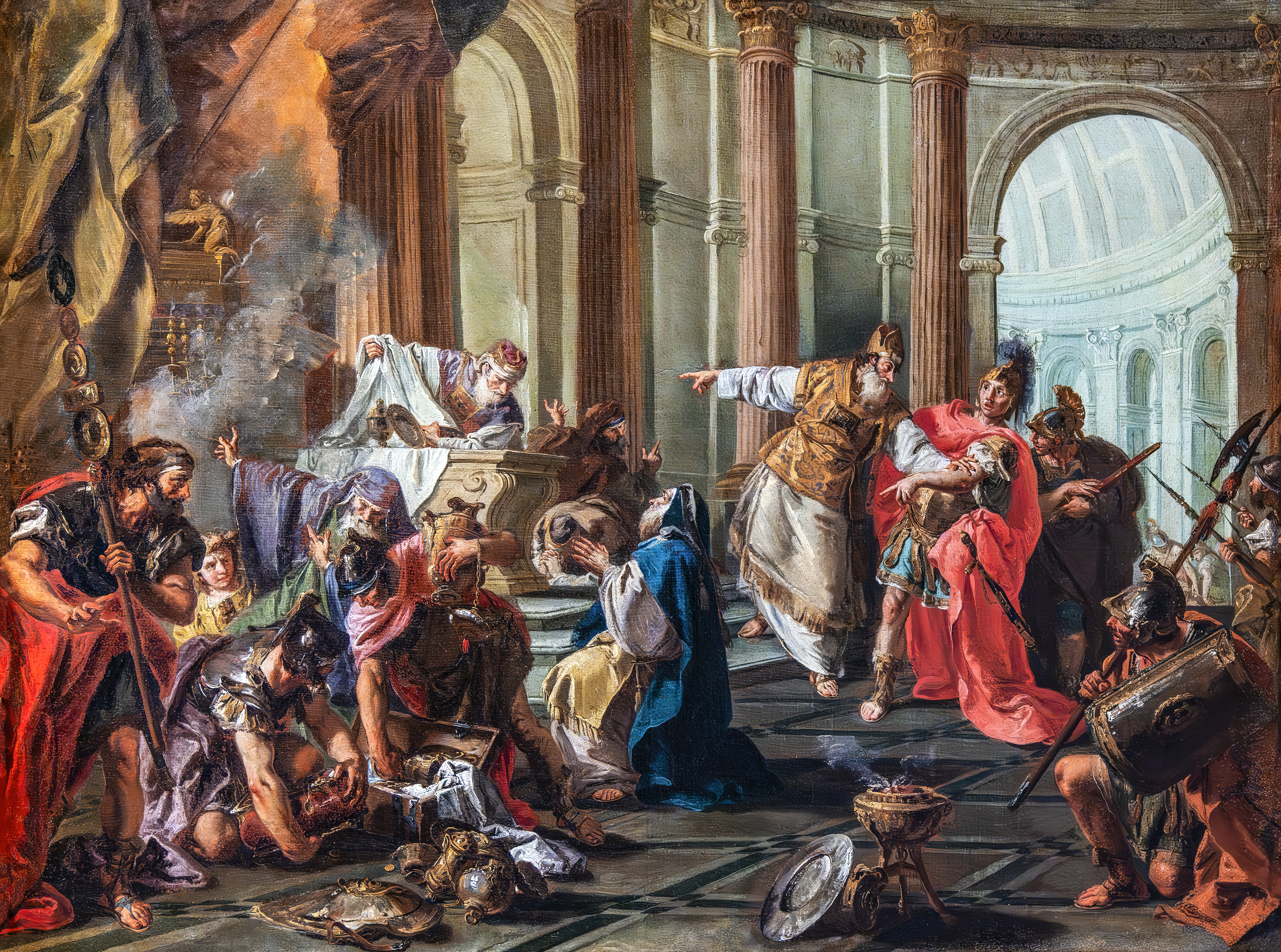
Crassus plení Jeruzalémský chrám (zmenšená verze původního obrazu pro Augusta III. Polského; 1743/44, Galleria dell´Accademia, Benátky)

Mezi roky 1745 a 1747 Pittoni pracoval ve Veroně a v Bergamu a nakonec i v Krakově (1760). Jeho tvorbu z tohoto pozdního období dokládá obraz Zvěstování datovaný do roku 1758. Malíř na obraze pracoval od roku 1757 s vědomím, že plátno je učeno k výzdobě zasedací síně v Akademii ve Fonteghetto della Farina. Dílo je dokladem malířova návratu k formální obrazové kompozici provedené však s velkým mistrovstvím.

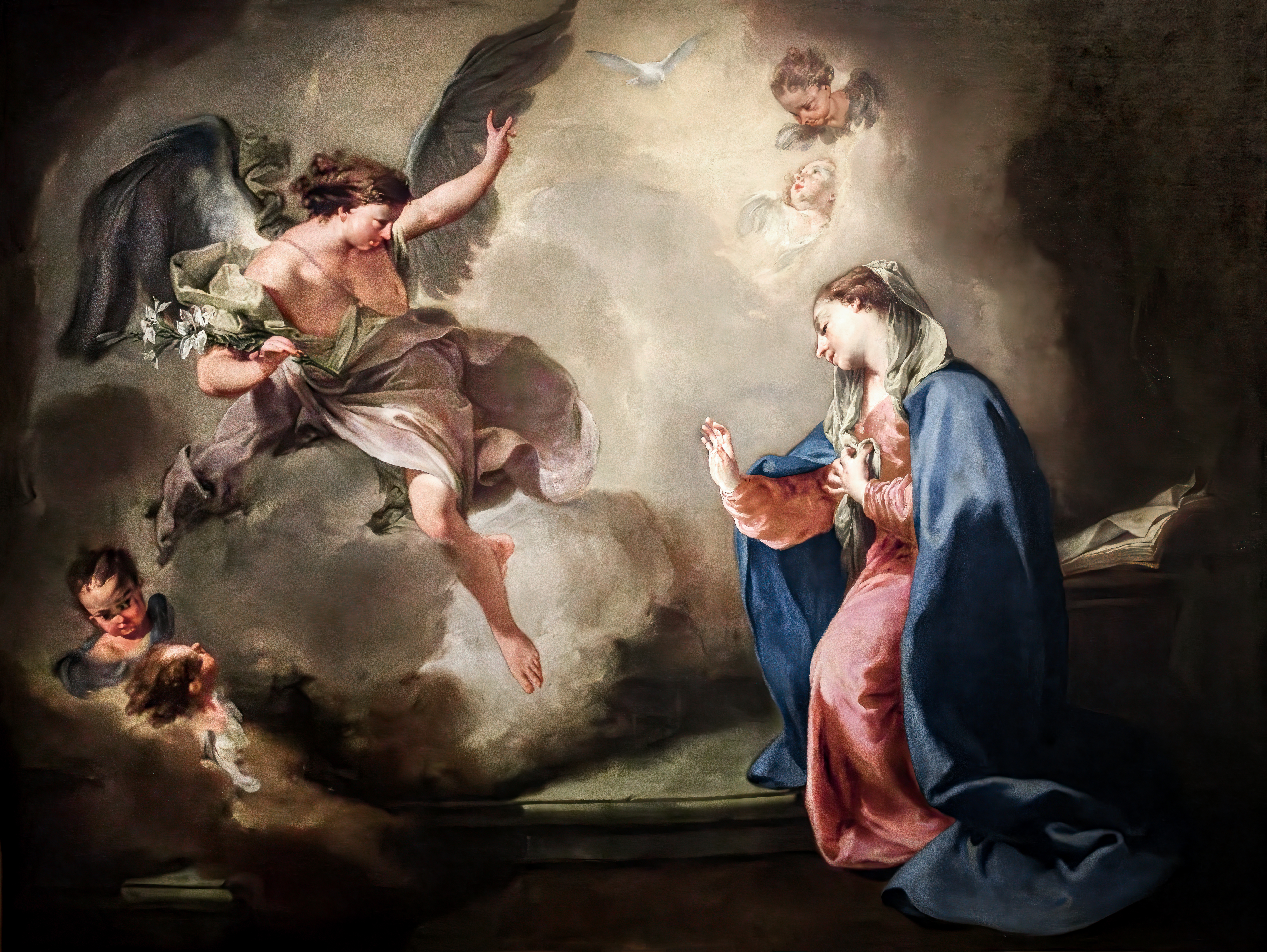
Zvěstování Panně Marii (1757/58, Galleria dell´Accademia, Benátky)

Vedle 247 dnes existujících obrazů, Giambattista Pittoni vytvořil i několik fresek, z nichž se dochovaly fresky na Widmannově paláci v Bagnoli di Sopra u Padovy, které dokončil v roce 1727. Mnohé z jeho obrazů navíc existují v několika variantách, což platí i o jeho kresbách, které nebyly primárně určeny jeho malířskému ateliéru, ale byly považovány za samostatná umělecká díla, o která měla zájem sběratelská veřejnost. Převážná většina Pittoniho grafických listů, které dokládají jeho malířský vývoj, je obsažena ve sbírce Corpus, která byla rozdělena do dvou částí, z nich jedna je v současnosti v benátské Galleria dell´Accademia a druhou část vlastní Nadace Giorgia Ciniho nacházející se rovněž v Benátkách. Již v roce 1727 se malíři dostalo uznání za jeho tvorbu tím, že byl zvolen za člena Accademia Clementina v Bologni. Pittoniho organizační schopnosti pak dokládá skutečnost, že od roku 1756 spolupracoval s Giovanni Battistou Tiepolem (1696–1770) a Giovanni Mariou Morlaiterem (1699–1781) na založení Accademia di Belle Arti di Venezia, které předcházelo založení Veneta Publica Accademia di Pittura, Scultura e Architettura a to v roce 1750. V roce 1758 se Pittoni stal po Tiepolovi na dva roky prezidentem vzniklé Akademie výtvarných umění v Benátkách. Prezidentem Akademie se stal ještě v letech 1763/64. 
Pittoni zemřel v Benátkách 6. listopadu 1767 a byl pohřben v benátském kostele San Giacomo dell´Orio.

## Obrazy a kresby Giambattisty Pittoniho v České republice
V České republice vlastní obrazy a kresby Giambattisty Pittoniho dvě hlavní obrazárny a to Národní galerie v Praze a Moravská galerie v Brně. Z thunovských sbírek pocházejí dva protějškové obrazy nazvané Bacchus a Ariadna a již výše zmíněné Obětování Polyxeny. Oba obrazy jsou součástí sbírek Národní galerie v Praze. Nejisté Pittoniho autorství bylo uvedeno v souvislosti s obrazem Abrahám obětuje Izáka, evidovaným v zámecké obrazárně v Opočně. Také spíše za práci následovníka než za malbu Pittoniho samotného byla považována aukční nabídka obrazu Kristus předává klíče sv. Petrovi (Arcimboldo; aukce se konala 28. března 2019 v Praze). Nejisté je i autorství kresby Rebeka u studny, která je součástí sbírek Moravské galerie v Brně a nese označen „G. B. Pittoni – podle“.

## Umělecko-historický význam malířského díla Giovanni Battisty Pittoniho
Počátky Pittoniho malířské orientace jsou spjaty s barokem, což dokládá „tenebrismus“ v jeho obrazech. Po roce 1730, jsa ovlivněn Sebastiano Riccim, Giovanni Battistou Pizzettou a Giovanni Battistou Tiepolem, se jeho malba stává rokokovou. Díky oblibě Pittoniho obrazů se malíř podílel na šíření benátské rokokové malby u evropských panovnických dvorů. Po malířově smrti však jeho pověst rychle vymizela z povědomí sběratelů i historiků umění. Teprve na počátku 20. století se Giambatista Pittoni vrátil do povědomí uměnímilovné veřejnosti a to především díky publikacím, které o něm napsal Laura Coggiola Pittoni, která v roce 1907 publikovala monografii věnovanou Pittonimu.